# So (песня Static-X)
«So» (с англ. — «Так») — второй сингл и одиннадцатая песня индастриал-метал группы Static-X с их третьего студийного альбома Shadow Zone, который был выпущен 7 октября 2003 года. Это также последний релиз с гитаристом Триппом Эйзеном. В феврале 2005 года, Трипп Эйзен был арестован в связи с сексуальным скандалом, связанным с несовершеннолетними, и вскоре был уволен из группы.

## Клип
Видеоклип «So» был снят режиссёром Дарреном Ли Боусманом. Видеоряд состоит из кадров исполнения песни в студии и кадров, в начале видеоклипа вся группа одета в смокинги и играют на обычных инструментах Тони играет на виолончеле, Трипп играет на гитаре, Ник играет на перкуссии, а Уэйн играет на рояле, а потом играют как обычно на электрогитарах и ударных и является кадры, который Уэйн Статик едет по пустыне в джипе во время первого куплета Уэйн идет на улице и потом во время второго куплета он играет на акустической гитаре и при том на крыше. В конце клипа Статик сидит около закрытой двери в смирительной рубашке.

## Список композиций
| №  | Название | Длительность |
| -- | -------- | ------------ |
| 1. | «So»     | 3:40         |

## Чарты
| Чарт (2004)                             | Позиция |
| --------------------------------------- | ------- |
| US Billboard Hot Mainstream Rock Tracks | 37      |